# Радио Ас
Радио Ас је регионални радио у Србији. Седиште се налази у Шапцу. Основан је 18. септембра 1994. Познат је по народној музици из Србије. У склопу радија је локална ТВ Ас.

## Фреквенције
- Шабац - 99,3
- Лозница - 97,0
- Крупањ и Љубовија - 89,3
- Коцељева - 91,7
- Сремска Митровица и Рума - 104,3
- Већи део Београда - 99,3